# Руднo земљиштe Републике Српске
Рудно земљиште Републике Српске  обухвата све делове територије који располажу минералним сировинама које се могу да експлоатишу. На рудном земљишту могу се градити само рударски објекти, а експоатацију минералних сировима може да врши само акционар који је добио сагласност надлежног Министарства Републике српске.

## Минералне сировине у рудном земљишту
Данас, Република Српска располаже врло значајним минерално-сировинским комплексом (преко 50 минералних ресурса), од којих је велики број истражен и уведен у експлоатацију. Наиме, постоје реалне геолошке и минералогенетске претпоставке да се пронађу нова рудна земљишта, и квалитативно увећају постојеће резерве и створе услови за значајније повећање будуће производње.
На простору Републике Српске такође постоје и значајна лежишта минералних сировина на којима се експлоатација не одвија никако или у изузетно малом обиму. 
Минералним сировинама се према Закону о рударству РС сматрају:
а) све врсте угља, угљоводоника (нафта и природни гас) и других природних гасова, асфалта и угља шкриљци и радиоактивне руде,
б) металне минералне сировине и њихова употребљива једињења,
ц) неметалне минералне сировине, сировине за индустријску прераду и екстракцију и добијање грађевинског  материјал,
г) све врсте соли и слане воде,
г) вода испод површине земље, минерална, термоминерална, геотермална, термална воде и гасове који настају са њима (подземне воде),
ђ) техногене минералне сировине које су резултат експлоатације и прераде минералних сировина 
д) све остале минералне сировине природног порекла.

## Рудна блага РС
Рудна блага Републике Српске су:
- руда гвожђа - Љубија, Омарска;
- боксит - Мркоњић Град;
- гипс - Нови Град, Шипово;
- цементни лапор - Нови Град, Рамићи;
- кречњак, Фабрика креча - Укрина;
- грађевински шљунак и песак - Градишка, Србац;

## Експоатација минералних сировина на рудном земљишту
Експлоатација минералних сировина у Републици Српској се врши:
- на начин који обезбеђује оптималану експлоатацију минералних налазишта,
- на начин који обезбеђује безбедност људи, објеката и имовине и заштиту животне средине,
- у складу са савременим научним достигнућима,
- према прописима, стандардима и техничким нормама  које се односе на ту врсту објеката и радова и прописе који одређују услове у у погледу заштите на раду, заштите од пожара и експлозија и заштите животне средине.[2]

## Преглед мера за заштиту рудног земљишта
Републике Српске у својим плановима  експлоатације минералних сировима планира да  примени следеће мере ради одрживог коришћења тог земљишта:
- На територији Републике Српске непрестано ће се вршити истраживање свих врста минералних сировина, у складу са материјалним и кадровским могућностима;
- Без обзира на то да ли се ради о богатим или сиромашним рудним земљиштима, лежиштима, она ће се штитити од изградње свих врста објеката супраструктуре и инфраструктуре. Једино у случајевима када је то неопходно може се дозволити само изградња привремених објеката са јасно одређеним правима коришћења објеката и обавезом инвеститора да те објекте о свом трошку уклоне када се таква потреба појави;
- Сачинити законски дефинисане облике и начини рационалног газдовања рудним ресурсима у рудним земљиштима;
- У зонама експлоатације рудних ресурса максимално ће бити спроведене заштитне мере које имају за циљ да смање штету која настаје као последица експлоатације руда (депоновање јаловине, пепела и др.);
- Извриће се рекултивација и обнови вегетацијског покривач у свим зонама експлоатације руда, а нарочито зоне захваћене великим променама, као што су дневни копови и сл.
- Обавиће се процена еколошка штете која ће бити саставни део трошкова производње;
- У зонама великих промена (у којима  је потребно уклонити продуктивни слој земљишта ради приступа рудном тијелу), настојаће се да се по завршетку експлоатације рудног лежишта продуктивни слој земљишта поново врати на место са кога је привремено уклоњен.